# Élections régionales de 2009 en Schleswig-Holstein
Les élections régionales de 2009 en Schleswig-Holstein (en allemand : Landtagswahl im Schleswig-Holstein 2009) se tiennent le 27 septembre 2009, afin d'élire les 69 députés de la 17e législature du Landtag, pour un mandat de cinq ans. Elles ont lieu le même jour que les élections fédérales et les élections en Brandebourg. Du fait des résultats et en application de la loi électorale, 95 députés sont finalement élus.
Le scrutin voit de nouveau la victoire de l'Union chrétienne-démocrate au pouvoir, qui renforce sa majorité relative malgré un recul en voix. Son ancien partenaire au gouvernement le Parti social-démocrate s'effondre à un niveau historiquement bas, tandis que le Parti libéral et Les Verts réalisent une percée en franchissant tous deux la barre des 10 %.
Le ministre-président Peter Harry Carstensen assure par la suite son maintien au pouvoir en constituant une « coalition noire-jaune » entre les chrétiens-démocrates et les libéraux.

## Contexte
Lors des élections régionales du 20 février 2005, la « coalition rouge-verte » de la ministre-présidente sociale-démocrate Heide Simonis perd sa majorité absolue après que le Parti social-démocrate d'Allemagne (SPD) a reculé d'environ quatre points. Toutefois, une éventuelle « coalition noire-jaune » entre l'Union chrétienne-démocrate d'Allemagne (CDU) et le Parti libéral-démocrate (FDP) rate d'un siège cette même majorité. Ainsi, le soutien des deux députés de la Fédération des électeurs du Schleswig du Sud (SSW), qui représente la minorité danoise, se révèle indispensable.
Le Parti social-démocrate et l'Alliance 90 / Les Verts (Grünen) négocient avec succès le soutien sans participation de la SSW. Le jour du vote d'investiture, le 17 mars, Simonis se contente de 34 voix aux quatre tours de scrutin, soit autant que le chef de file de l'Union chrétienne-démocrate Peter Harry Carstensen. Les deux principaux partis entreprennent alors de former une « grande coalition » et le 27 avril, Carstensen est investi ministre-président.
Désigné président régional du SPD le 24 mars 2007, le ministre de l'Intérieur Ralf Stegner se montre très rapidement critique de la politique de rigueur budgétaire mise en œuvre et appelle à la suspension de la baisse des traitements dans la fonction publique. Il finit par démissionner du gouvernement le 15 janvier 2008 après un ultimatum de la CDU.
En avril 2009, les partenaires de coalition envisagent de convoquer des élections anticipées. Peter Harry Carstensen est en effet sous le feu des critiques pour la gestion de la crise de la banque publique HSH Nordbank, qui a dû être prise en charge à hauteur de plusieurs milliards d'euros par les autorités de Hambourg et du Schleswig-Holstein. Les deux partis s'accordent finalement pour poursuivre leur collaboration et annoncent que le prochain scrutin sera convoqué le 9 mai 2010.
Les tensions se ravivent en juin suivant. À cause de la crise économique mondiale et des nouvelles difficultés de HSH Nordbank, le ministre des Finances Rainer Wiegard propose un nouveau plan d'austérité. Les chrétiens-démocrates préconisent une cure de rigueur bien plus forte que celle consentie par les sociaux-démocrates et l'inscription dans la Constitution d'un mécanisme de frein à la dette publique. Le climat se détériore encore quand le ministre-président accuse ses alliés d'avoir approuvé les primes controversées au président-directeur général de HSH Nordbank, ce que ceux-ci réfutent.
Finalement le 15 juillet, le groupe parlementaire de la CDU vote en faveur d'un scrutin régional anticipé, solution que rejette le SPD cinq jours après. Le 21 juillet, Peter Harry Carstensen révoque les ministres sociaux-démocrates de son cabinet puis pose la question de confiance au Landtag. Sa défaite lors du vote lui permet de dissoudre l'assemblée et convoquer de nouvelles élections le 27 septembre, le même jour que les élections fédérales.

## Mode de scrutin
Le Landtag est constitué de 69 députés (en allemand : Mitglied des Landtags, MdL), élus pour une législature de cinq ans au suffrage universel direct et suivant le scrutin proportionnel d'Hondt.
Chaque électeur dispose de deux voix : la première (Erststimme) lui permet de voter pour un candidat de sa circonscription, selon les modalités du scrutin uninominal majoritaire à un tour, le land comptant un total de 40 circonscriptions ; la seconde (Zweitstimme) lui permet de voter en faveur d'une liste de candidats présentée par un parti au niveau du land.
Lors du dépouillement, l'intégralité des 69 sièges est répartie à la proportionnelle des secondes voix entre les partis ayant remporté au moins 5 % des suffrages exprimés (sauf le parti représentant la minorité danoise) ou une circonscription. Si un parti a remporté des mandats au scrutin uninominal, ses sièges sont d'abord pourvus par ceux-ci.
Dans le cas où un parti obtient plus de mandats au scrutin uninominal que la proportionnelle ne lui en attribue, il conserve ces mandats supplémentaires (Überhangmandat) et des mandats complémentaires (Ausgleichsmandat) sont attribués aux autres partis afin de rétablir une composition du Landtag proportionnelle aux secondes voix, tout en gardant un nombre impair le total de députés.

## Campagne

### Principaux partis
| Parti | Parti                                                                              | Idéologie                                                                   | Chef de file                                | Résultat en 2005           |
| ----- | ---------------------------------------------------------------------------------- | --------------------------------------------------------------------------- | ------------------------------------------- | -------------------------- |
|       | Union chrétienne-démocrate d'Allemagne Christlich Demokratische Union Deutschlands | Centre droit Démocratie chrétienne, libéral-conservatisme                   | Peter Harry Carstensen (Ministre-président) | 40,2 % des voix 30 députés |
|       | Parti social-démocrate d'Allemagne Sozialdemokratische Partei Deutschlands         | Centre gauche Social-démocratie, troisième voie, progressisme               | Ralf Stegner                                | 38,7 % des voix 29 députés |
|       | Parti libéral-démocrate Freie Demokratische Partei                                 | Centre à centre droit Libéralisme économique, libéralisme                   | Wolfgang Kubicki                            | 6,6 % des voix 4 députés   |
|       | Alliance 90 / Les Verts Bündnis 90/Die Grünen                                      | Centre gauche Écologie politique, progressisme                              | Monika Heinold                              | 6,2 % des voix 4 députés   |
|       | Fédération des électeurs du Schleswig du Sud Südschleswigscher Wählerverband       | Centre gauche Minorité danoise, régionalisme, social-libéralisme            | Anke Spoorendonk                            | 3,6 % des voix 2 députés   |
|       | Die Linke                                                                          | Extrême gauche à gauche Socialisme démocratique, anticapitalisme, populisme | Antje Jansen (de)                           | 0,8 % des voix 0 député    |

### Sondages
| Institut            | Date       | CDU    | SPD    | Verts | FDP   | Linke | SSW   |
| ------------------- | ---------- | ------ | ------ | ----- | ----- | ----- | ----- |
| Institut            | Date       |        |        |       |       |       |       |
| Forsa               | 19/09/2009 | 31 %   | 26 %   | 11 %  | 16 %  | 6 %   | 5 %   |
| FgW                 | 18/09/2009 | 32 %   | 27 %   | 12 %  | 14 %  | 7 %   | 4 %   |
| Infratest           | 16/09/2009 | 33 %   | 25 %   | 13 %  | 14 %  | 6 %   | 5 %   |
| Infratest           | 11/09/2009 | 33 %   | 24 %   | 12 %  | 15 %  | 8 %   | 4 %   |
| Infratest           | 04/09/2009 | 33 %   | 24 %   | 14 %  | 13 %  | 7 %   | 3 %   |
| IfM Leipzig         | 24/07/2009 | 32 %   | 23 %   | 15 %  | 17 %  | 5 %   | 4 %   |
| Infratest dimap     | 18/07/2009 | 36 %   | 24 %   | 14 %  | 15 %  | 5 %   | 3 %   |
| Psephos             | 18/07/2009 | 39 %   | 25 %   | 11 %  | 14 %  | 4 %   | 4 %   |
| Forsa               | 17/07/2009 | 38 %   | 27 %   | 8 %   | 14 %  | 5 %   | 4 %   |
| Infratest dimap     | 15/05/2009 | 37 %   | 27 %   | 11 %  | 15 %  | 4 %   | 3 %   |
| dimap               | 26/02/2009 | 38 %   | 29 %   | 9 %   | 14 %  | 3 %   | 3 %   |
| dimap               | 11/12/2008 | 40 %   | 31 %   | 10 %  | 9 %   | 4 %   | 3 %   |
| Emnid               | 06/12/2007 | 39 %   | 31 %   | 9 %   | 10 %  | 4 %   | 3 %   |
| dimap               | 09/11/2007 | 40 %   | 34 %   | 9 %   | 8 %   | 4 %   | 3 %   |
| Psephos             | 22/09/2007 | 39 %   | 35 %   | 8 %   | 7 %   | 4 %   | 4 %   |
| Dernières élections | 20/02/2005 | 40,2 % | 38,7 % | 6,2 % | 6,6 % | 0,8 % | 3,6 % |

## Résultats

### Voix et sièges
|                          |                                                    |                                                    |                  |                  |                  |                  |           |        |        |              |               |
| Partis                   | Partis                                             | Partis                                             | Circonscriptions | Circonscriptions | Circonscriptions | Circonscriptions | Listes    | Listes | Listes | Total sièges | +/−           |
| Partis                   | Partis                                             | Partis                                             | Votes            | %                | Sièges           | +/−              | Votes     | %      | Sièges | Total sièges | +/−           |
|                          | Union chrétienne-démocrate d'Allemagne (CDU)       | Union chrétienne-démocrate d'Allemagne (CDU)       | 585 402          | 36,89            | 34               | 9                | 505 612   | 31,53  | 0      | 34           | 4             |
|                          | Parti social-démocrate d'Allemagne (SPD)           | Parti social-démocrate d'Allemagne (SPD)           | 471 075          | 29,69            | 6                | 9                | 407 643   | 25,42  | 19     | 25           | 4             |
|                          | Parti libéral-démocrate (FDP)                      | Parti libéral-démocrate (FDP)                      | 170 253          | 10,73            | 0                | en stagnation    | 239 338   | 14,93  | 14     | 14           | 10            |
|                          | Alliance 90 / Les Verts (Grünen)                   | Alliance 90 / Les Verts (Grünen)                   | 170 857          | 10,77            | 0                | en stagnation    | 199 367   | 12,43  | 12     | 12           | 8             |
|                          | Die Linke (Linke)                                  | Die Linke (Linke)                                  | 85 992           | 5,42             | 0                | en stagnation    | 95 764    | 5,97   | 6      | 6            | 6             |
|                          | Fédération des électeurs du Schleswig du Sud (SSW) | Fédération des électeurs du Schleswig du Sud (SSW) | 44 675           | 2,82             | 0                | en stagnation    | 69 701    | 4,35   | 4      | 4            | 2             |
|                          | Parti des pirates (Piraten)                        | Parti des pirates (Piraten)                        | 20 394           | 1,29             | 0                | en stagnation    | 28 837    | 1,80   | 0      | 0            | en stagnation |
|                          | Électeurs libres (FW)                              | Électeurs libres (FW)                              | 23 646           | 1,49             | 0                | en stagnation    | 16 362    | 1,02   | 0      | 0            | en stagnation |
|                          | Parti national-démocrate d'Allemagne (NPD)         | Parti national-démocrate d'Allemagne (NPD)         | 5 565            | 0,35             | 0                | en stagnation    | 14 991    | 0,93   | 0      | 0            | en stagnation |
|                          | Parti des familles d'Allemagne (FAMILIE)           | Parti des familles d'Allemagne (FAMILIE)           | 0                | 0,00             | 0                | en stagnation    | 12 310    | 0,77   | 0      | 0            | en stagnation |
|                          | Parti des retraités (de) (Rentner)                 | Parti des retraités (de) (Rentner)                 | 3 813            | 0,24             | 0                | en stagnation    | 10 165    | 0,63   | 0      | 0            | en stagnation |
|                          | Autres                                             | Autres                                             | 5 196            | 0,33             | 0                | -                | 3 316     | 0,21   | 0      | 0            | -             |
|                          |                                                    |                                                    |                  |                  |                  |                  |           |        |        |              |               |
| Votes valides            | Votes valides                                      | Votes valides                                      | 1 586 868        | 96,97            |                  |                  | 1 603 406 | 97,99  |        |              |               |
| Votes blancs et nuls     | Votes blancs et nuls                               | Votes blancs et nuls                               | 49 506           | 3,03             | 32 968           | 2,01             |           |        |        |              |               |
| Total                    | Total                                              | Total                                              | 1 636 374        | 100              | 40               | en stagnation    | 1 636 374 | 100    | 55     | 95           | 26            |
| Abstentions              | Abstentions                                        | Abstentions                                        | 587 726          | 26,43            |                  |                  | 587 726   | 26,43  |        |              |               |
| Inscrits / participation | Inscrits / participation                           | Inscrits / participation                           | 2 224 100        | 73,57            | 2 224 100        | 73,57            |           |        |        |              |               |

### Analyse
La déroute est sévère pour la CDU et le SPD. Ils perdent respectivement plus de huit et 13 points. Cette brutale chute se fait au profit de leurs alliés potentiels, le FDP progressant d'environ huit points, tandis que la percée cumulée des Grünen et la Linke équivaut à plus de 11 points. La SSW gagne elle moins d'un point. L'éventuelle « coalition noire-jaune » réunit 48 députés sur 95, soit l'exacte majorité absolue, bien qu'elle rassemble 1,71 % de suffrages exprimés en moins que les quatre autres partis ayant acquis une représentation parlementaire.
L'Union chrétienne-démocrate remportant 11 mandats supplémentaires avec ses premières voix, 15 sièges sont ajoutés pour que la composition du Landtag soit proportionnelle aux résultats du scrutin. La 17e législature rassemble ainsi 95 députés, soit 26 de plus que prévu par la loi électorale.

### Conséquences
Lors de la proclamation des résultats officiels le 16 octobre, la commission électorale valide une interprétation de la loi électorale qui conduit à un total de 95 parlementaires, dont 49 pour les deux partis du centre droit. Une seconde interprétation aurait amené l'assemblée à réunir 101 députés, dont 51 pour les quatre partis de l'opposition. Un recompte des voix accorde finalement un élu supplémentaire à Die Linke au détriment du Parti libéral-démocrate.
Le 27 octobre 2009, le ministre-président Peter Harry Carstensen est investi pour un second mandat par 48 suffrages favorable et forme alors son second gouvernement avec le FDP.
En désaccord avec la décision des autorités électorales, les Grünen et la SSW, ensuite rejoints par la Linke, saisissent la Cour constitutionnelle. Le 30 août 2010 les magistrats rendent leur verdict. Ils imposent au Landtag de modifier la loi électorale avant le 31 mai 2011 et au gouvernement de convoquer un nouveau scrutin avant le 30 septembre 2012. Ils décident toutefois de confirmer la répartition des sièges validée par la commission électorale.